# 範疇 (專案管理)
在專案管理中的範圍有兩種不同的定義：專案範圍和產品範圍。
範圍涉及取得開始一個專案所需要的資訊和符合關係人的需求的產品功能。
- 專案範疇：一項工作必須滿足特定的需求或是功能並且能完成一個產品，服務或是成果。[1]
- 產品範疇：組合產品，服務或是績效的需求和功能。

請注意專案範疇以工作(過程)導向而產品範疇則以需求和功能為導向。
在一個專案中如果需求沒有明確的定義或是描述並且沒有做好變更控制那麼範疇或是需求很有可能會蔓延。
當一個建築工地開始動工，建築工人會使用籬笆定義出施工範圍。這個動作就是所謂的定義範疇。而範疇管理就是定義出什麼工作是必要的並且確保只有這些工作會完成。範疇管理的計畫應該包含明確的範圍與詳細的執行方式並且管理與控制。這必須在專案開始之前的動員階段先規劃好。專案經理必須尋找出並定義出明確的範疇。要定義出範疇必須從所有的產品關係人取得資訊。如果只從少數的產品關係人或是只從贊助者訪談需求那將會導致定義出錯誤的範疇。在大型的專案中需要更多的時間、精力與資源來確認需求，由此可知定義範圍的重要性。範疇的定義幫助我們確認哪些工作是真正應該做的而且被包含在範疇管理的計畫中。對一個專案畫蛇添足是不被允許的。在專案管理中並動範疇必須考量到所有的專業領域例如時間，成本，風險，品質，資源與顧客的滿意度。在整合變動管理流程中修改範圍必須先獲得允許。整合變動管理包含了由變更需求者更新的變更需求表單和追蹤變更的變更控制記錄。
範疇管理是在需求的數量、品質和彈性的前提下列出在時間和資源允許的情況下需要完成的項目或是任務，而在範疇管理中不確定的需求不停地增加，針對這種行為稱為範圍蔓延。